# Sud América
Sud América (celým názvem Institución Atlética Sud América, zkratkou I.A.S.A.) je uruguayský fotbalový klub z hlavního města Montevideo, který působí k roku 2015 v uruguayské Primera División (nejvyšší liga). Klub byl založen v roce 1914 a svoje domácí utkání hraje na stadionu Estadio Parque Carlos Ángel Fossa s kapacitou 6 000 diváků.
Klubové barvy jsou oranžová a černá.